# Хамза ибн Али
Хамза Ибн Али (род. в 985 г.) — крупный друзский богослов и философ, современник Дарази и Аль-Хакима. Родился в г. Завазан в Хорасане (Персия).
Предположительно, именно он систематизировал религию друзов как самостоятельную парадигму, по друзским легендам — оппонент Дарази; по сведениям противников друзов, единомышленник и ученик Дарази.
«Рядом с халифом находился важный персонаж, который сыграл огромную роль в становлении общины, — учитель по имени Хамза. Его облик куда более загадочен, соткан из полудостоверных легенд, но, судя по всему, друзская духовность проистекает как раз из этого источника. Хамза написал духовные книги, которые стали главным сокровищем народа. Некоторые из тайных текстов прочитаны и позволяют составить пусть неполное, но все же некоторое представление о вере друзов. Прежде всего о друзах известно, что они поклоняются истине, стремятся к духовному совершенствованию и познанию Бога и считают себя учениками Хамзы, который был родственником Мохаммеда и самым ревностным его последователем. Они полагают, что он никогда не умирал и стал последним воплощением Мирового Разума».
С. Гафуров предполагал, что оппонентами Хамзы и Дарази выступало консервативное руководство христианских церквей, «вписавшихся в фатимидский истеблишмент». Христиане различных конфессий и евреи представляли собой основу административного аппарата Фатимидов, которые, будучи выходцами из отсталой части Северной Африки и революционными разрушителями суннитского государственного аппарата, были вынуждены в части гражданской администрации опираться на более образованные христианские и еврейские круги, при этом поддерживая баланс сил между различными христианскими конфессиями: православными, коптами, различными видами несториан, католиками, а также национальными церквями-армянами и эфиопами. Однако ко времени воцарения Аль-Хаким, этот баланс был резко нарушен в пользу коптов и частично православных-мелькитов, занявших основные административные посты.
На первом этапе реформ Аль-Хаким поддержал Дарази и Хамзу, нанося удар по традиционным христианским конфессиям и поддерживая оппозиционные христианские церкви и еврейскую общину, играя на имущественных конфликтах между христианскими конфессиями. Однако, по мнению Гафурова, в дальнейшем представителями консервативных христианских элит удалось взять вверх, что привело к опале (и, возможно, казни) Дарази.
Распространена (из исмаилитских источников) версия, что Дарази попал в опалу после того, как провозгласил Аль-Хакима инкарнацией бога. По одной версии он бежал в Ливан, где начал проповедовать учение о божественности Аль-Хакима, по другой — был казнен.
Его учеником и, вероятно, продолжателем его дела был Хамза Ибн Али ибн Ахмад, хотя по версии, распространенной среди друзов, Хамза сильно расходился во взглядах с Дарази и фактически был его оппонентом. Наконец есть распространенная в кругах, близких к друзским шейхам, версия, что не Хамза был учеником Дарази, а, наоборот, Дарази был учеником Хамзы, исказившем волю и мысли своего учителя.
Реформаторская деятельность Аль-Хакима вызвала раскол в среде его приближенных. Наиболее радикально настроенные исмаилиты после перехода Аль-Хаким к более взвешенной политике и вероятной опале и даже казни Дарази покинули двор Аль-Хаким и укрылись в горах Ливана, где начали активную пропагандистскую деятельность. В 1021 году Аль-Хаким исчез при таинственных обстоятельствах, по всей видимости был убит своими приближенными, немедленно начавшими кампанию по очернению Аль-Хакима. С учетом времени, необходимого для распространения сведений о смерти халифа, а также сомнений в их достоверности, прото-друзы верили, что он не умер, а ушел «в сокрытие» (скрывается и готовит силы для возвращения себе престола). Позднее это трансформировалось в религиозное убеждение, что Аль-Хаким появится в День Страшного суда в качестве махди. Принявшие взгляды Дарази племена и кланы и составили основу друзов.
Специалисты считают, что вероучительная доктрина друзов разработана именно Хамзой. Большинство духовных книг, в том числе и важнейшую — Расаиль аль хикма «Послания мудрости», — вероятно, написал именно он.